# 恵那テクノパーク
恵那テクノパーク（えなテクノパーク）は、岐阜県恵那市にある工業団地。

## 概要
- 3期（第1期、第2期、第3期）にわたって開発されている。第1期と第2期の住所は恵那市武並町新竹折であり、ほぼ同一敷地であるが、第3期の住所は恵那市三郷町佐々良木であり、数百m離れている。
- 第1期は1987年（昭和62年）6月に完成。総面積32.9ha。第2期は1992年（平成4年）12月に完成。総面積24.5ha。第3期は2010年（平成22年）7月に完成。総面積11.2ha。

## 主な進出企業
- 愛中理化工業
- 櫻宮化学
- 伸晃
- 瑞陵精機
- ダイキャスト東和産業
- 東海理化NExT
- トーシック
- 東山フイルム
- 飛騨運輸
- 本多金属工業
- 三菱電機　（三菱電機伊丹製作所恵那工場）
- ヤマシンスチール
- 山本製作所
- U-セラミック

※三菱電機伊丹製作所恵那工場は第3期（恵那市三郷町佐々良木）である。

## 交通

### 自動車
- 中央自動車道恵那ICから国道19号を名古屋方面へ向かい、「向流」交差点を経て国道418号へ合流し南下。

### 公共交通機関
- 中央本線武並駅下車、徒歩約40分。